# Monte da Pedra
Monte da Pedra is een plaats (freguesia) in de Portugese gemeente Crato en telt 327 inwoners (2001).